# Casa de Hermes
La Casa de Hermes es el nombre de una antigua casa privada en la isla griega de Delos. Sus ruinas forman parte del yacimiento arqueológico de Delos, declarado Patrimonio de la Humanidad por la Unesco.

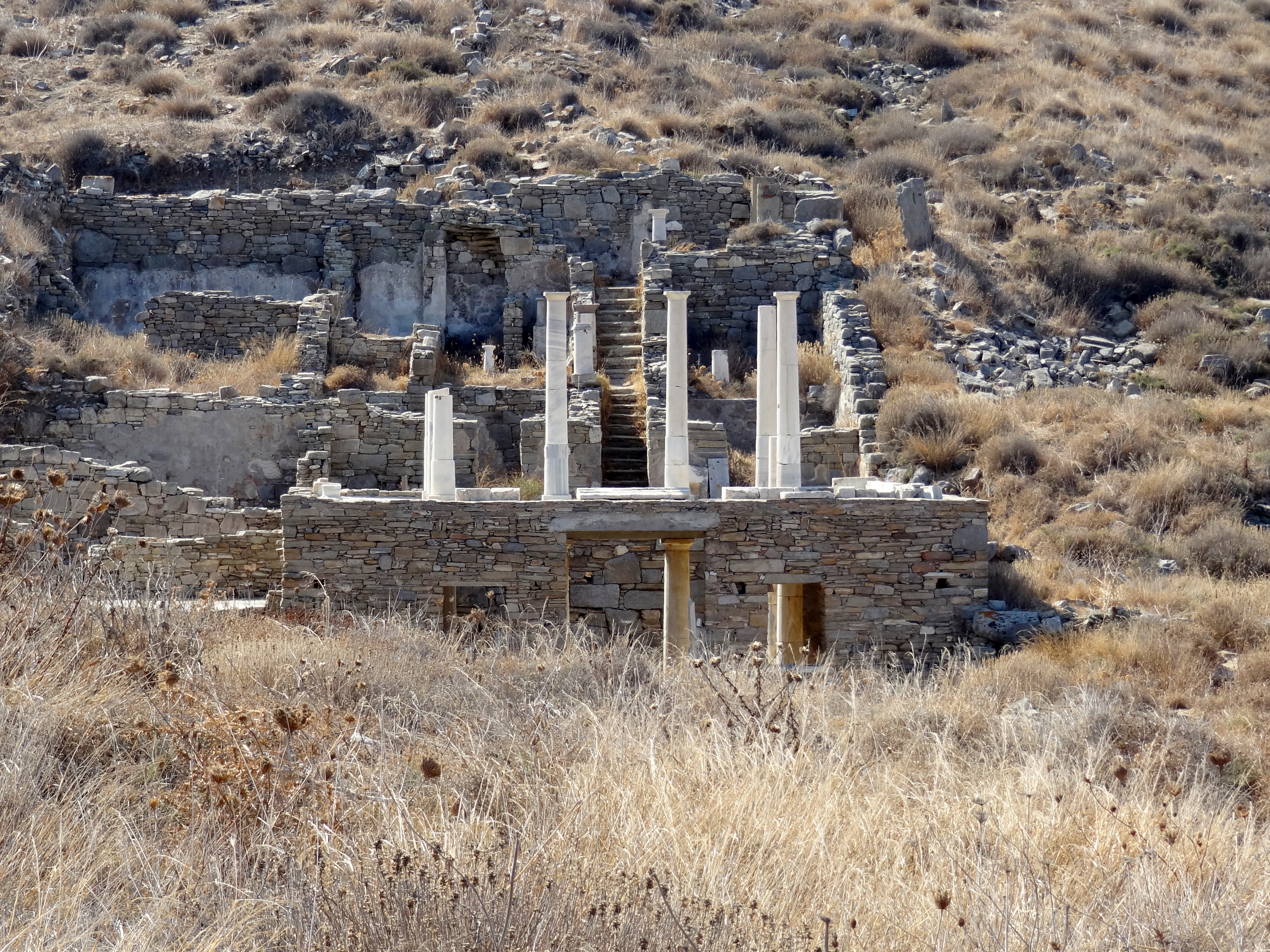
Restos.

Se construyó en el período helenístico, en torno al año 100 a. C. Estaba situada en la ladera inferior del monte Cinto, al noreste del teatro de Delos. Al este de la casa se encontraba la llamada Casa de Inopo y al sureste el Samotraceón y el resto de la zona del santuario de la costa occidental del Cinto. Estaba construida sobre una pendiente en cuatro niveles. Sus columnas eran de estilo dórico. Algunas de ellas han sido restauradas.